# Andrés Bello
Andrés Bello   (Caracas, 29 de novembre de 1781 - Santiago de Xile, 15 d'octubre de 1865) va ser un destacat filòleg de la llengua castellana i polític proper a l'esquerra i la revolució de Venezuela. Va ser professor de Simón Bolívar i va contribuir de manera decisiva a la redacció del Codi civil de Xile.
Entre les seves obres de lingüística, destaca la seva proposta de reforma ortogràfica nomenada Ortografia de Bello, on elimina les ambigüitats d'algunes grafies per fer-les correspondre a un sol so, i les anàlisis gramaticals i retòriques sobre el castellà.